# سبو (کارگردان)
 سبو (انگلیسی: Sabu؛ زادهٔ ۱۸ نوامبر ۱۹۶۴) نام مستعار هنرپیشه و کارگردان اهل ژاپن با نام اصلی هیرویوکی تانکا است.